# Phiala ochrescens
Phiala ochrescens är en fjärilsart som beskrevs av Grumb. 1927. Phiala ochrescens ingår i släktet Phiala och familjen Eupterotidae. Inga underarter finns listade i Catalogue of Life.